# Cerro Botica
Cerro Botica är en ort i Mexiko.   Den ligger i kommunen Tantoyuca och delstaten Veracruz, i den sydöstra delen av landet, 240 km norr om huvudstaden Mexico City. Cerro Botica ligger 115 meter över havet och antalet invånare är 578.
Terrängen runt Cerro Botica är platt. Runt Cerro Botica är det ganska tätbefolkat, med 72 invånare per kvadratkilometer. Närmaste större samhälle är Tantoyuca, 7,9 km sydost om Cerro Botica. Trakten runt Cerro Botica består till största delen av jordbruksmark.